# Liste des salles de l'Arena Football League
Cet article énumère et décrit les salles de l'Arena Football League.
Un terrain d'Arena Football est beaucoup plus petit que ceux de la NFL. Il a à peu près la taille d'un terrain de hockey sur glace. C'est la raison pour laquelle beaucoup d'équipes de l'Arena Football League partageaient leur salle avec des équipes de hockey ou de basket. Le terrain a une surface intérieure rembourrée de 85 pieds (25,9 m) de large et 50 yards (45,4 m) de long avec des zones de buts de huit yards (7,3 m). Les buts ont une largeur de neuf pieds (2,7 m) et une hauteur de barre transversale de 15 pieds (4,5 m), les buts de la NFL ont une largeur de 18 1/2 (5,5 m) avec la barre transversale à 10 pieds (3 m). Les filets de rebond des buts mesurent 30 pieds de large (9,1 m) sur 32 pieds de haut (9,7 m). Le fond des filets est huit pieds (2,4 m) au-dessus du sol. Les barrières latérales ont une hauteur de 48 pouces (1,2 m) et sont en caoutchouc mousse haute densité.

## Les salles actuelles
| Équipe noms précédents                                                                          | Salles nom des précédentes salles                                                                                               | Années d'utilisation                             | Capacité | Années d'ouverture | Ville                       |
| ----------------------------------------------------------------------------------------------- | --- | ------------------------------------------------ | -------- | ------------------ | --------------------------- |
| Empire d'Albany                                                                                 | Times Union Center Pepsi Arena (1997-2006) Knickerbocker Arena (1990-1997)                                                      | 2018–présent                                     | 13 785   | 1990               | Albany, New York            |
| Brigade de Baltimore                                                                            | Royal Farms Arena First Mariner Arena (2003-2013) Baltimore Arena (1986–2003) Baltimore Civic Center (1961-1986)                | 2017–présent                                     | 11 271   | 1962               | Baltimore, Maryland         |
| Gladiators de Cleveland Gladiators de Las Vegas Gladiators du New Jersey Red Dogs du New Jersey | Quicken Loans Arena | 2008–présent                                     | 19 262   | 1994               | Cleveland, Ohio             |
| Gladiators de Cleveland Gladiators de Las Vegas Gladiators du New Jersey Red Dogs du New Jersey | Orleans Arena | 2007                                             | 9 500    | 2003               | Paradise, Nevada            |
| Gladiators de Cleveland Gladiators de Las Vegas Gladiators du New Jersey Red Dogs du New Jersey | Thomas & Mack Center | 2003–2006                                        | 18 776   | 1983               | Paradise, Nevada            |
| Gladiators de Cleveland Gladiators de Las Vegas Gladiators du New Jersey Red Dogs du New Jersey | Continental Airlines Arena | 1997–2002                                        | 19 040   | 1981               | East Rutherford, New Jersey |
| Soul de Philadelphie                                                                            | Wells Fargo Center Wachovia Center (2003–2010) First Union Center (1998-2003) CoreStates Center (1996-1998)                     | 2004–présent                                     | 17 486   | 1996               | Philadelphie, Pennsylvanie  |
| Soul de Philadelphie                                                                            | Wachovia Spectrum | 2004–2008 (pour les matchs à domicile du samedi) | 17 380   | 1967               | Philadelphie, Pennsylvanie  |
| Valor de Washington                                                                             | Capital One Arena Verizon Center (2006-2017) MCI Center (1997-2006)                                                             | 2017–présent                                     | 18 506   | 1997               | Washington, DC              |
| Blackjacks d'Atlantic City                                                                      | Boardwalk Hall | 2019-présent                                     | 10 500   | 1929               | Atlantic City, New Jersey   |
| Destroyers de Columbus Destroyers de Buffalo                                                    | Nationwide Arena | 2004–2008 2019-présent                           | 17 171   | 2000               | Columbus, Ohio              |
| Destroyers de Columbus Destroyers de Buffalo                                                    | KeyBank Center First Niagara Center (2001-2016) HSBC Arena (1999-2011) Marine Midland Arena (1996–1999) Crossroads Arena (1996) | 1999–2003                                        | 18 690   | 1996               | Buffalo, New York           |

## Les salles des équipes inactives ou disparues
| Équipe noms précédents                                                                                            | Salles noms des précédentes salles | Années d'utilisation           | Capacité | Années d'ouverture | Ville                          |
| --- | --- | ------------------------------ | -------- | ------------------ | ------------------------------ |
| Vipers de l'Alabama                                                                                               | Von Braun Center | 2010                           | 6 760    | 1975               | Huntsville, Alabama            |
| Piranhas d'Anahein (1996–1997) Sting de Las Vegas(1994–1995)                                                      | Honda Center Arrowhead Pond of Anaheim Arena (1993-2006) Anaheim Arena (1993)                                                                                    | 1996–1997                      | 17 174   | 1993               | Anaheim, Californie            |
| Piranhas d'Anahein (1996–1997) Sting de Las Vegas(1994–1995)                                                      | Thomas & Mack Center | 1995                           | 18 776   | 1983               | Paradise, Nevada               |
| Piranhas d'Anahein (1996–1997) Sting de Las Vegas(1994–1995)                                                      | MGM Grand Garden Arena | 1994                           | 17 157   |                    | Paradise, Nevada               |
| Rattlers de l'Arizona                                                                                             | Talking Stick Resort Arena US Airways Center (2005–2014) America West Arena (1992–2005)                                                                          | 1992–2016                      | 16 321   | 1992               | Phoenix, Arizona               |
| Wranglers d'Austin                                                                                                | Frank Erwin Center | 2004–2007                      | 14 990   | 1977               | Austin, Texas                  |
| Battle Wings de Bossier–Shreveport                                                                                | CenturyTel Center | 2010                           | 12 000   | 2000               | Bossier City, Louisiane        |
| Cobras de la Caroline                                                                                             | Charlotte Coliseum | 2003–2004                      | 21 684   | 1988               | Charlotte, Caroline du Nord    |
| Cobras de la Caroline                                                                                             | PNC Arena RBC Center (2002–2012) Raleigh Entertainment and Sports Arena (1999-2002)                                                                              | 2000–2002                      | 18 176   | 1999               | Raleigh, Caroline du Nord      |
| Rage de Charlotte                                                                                                 | Charlotte Coliseum | 1992–1996                      | 21 684   | 1988               | Charlotte, Caroline du Nord    |
| Bruisers de Chicago                                                                                               | Allstate Arena Rosemont Horizon (1980-1999) | 1987–1989                      | 16 143   | 1980               | Rosemont, Illinois             |
| Politicians de Chicago (1986 Playtest Game)                                                                       | N/A | N/A                            | N/A      | N/A                | N/A                            |
| Rush de Chicago                                                                                                   | BMO Harris Bank Center Rockford MetroCentre (1981–2011) | 2013                           | 5 895    | 1981               | Rockford, Illinois             |
| Rush de Chicago                                                                                                   | Allstate Arena Rosemont Horizon (1980–1999) | 2001–2012                      | 16 143   | 1980               | Rosemont, Illinois             |
| Rockers de Cincinnati                                                                                             | U.S. Bank Arena Firstar Center (1999-2002) The Crown (1997-1999) Riverfront Coliseum (1975-1997)                                                                 | 1992–1993                      | 12 823   | 1975               | Cincinnati, Ohio               |
| Thunderbolts de Cleveland (1992–1994) Thunderbolts de Columbus (1991)                                             | Coliseum at Richfield | 1992–1994                      | 18 544   | 1974               | Richfield, Ohio                |
| Thunderbolts de Cleveland (1992–1994) Thunderbolts de Columbus (1991)                                             | Taft Coliseum Fairgrounds Coliseum Ohio Expo Center Coliseum | 1992–1994                      | 7 000    | 1918               | Columbus, Ohio                 |
| Crush du Colorado                                                                                                 | Pepsi Center | 2003–2008                      | 17 210   | 1999               | Denver, Colorado               |
| Coyotes du Connecticut                                                                                            | XL Center Hartford Civic Center | 1995–1996                      | 15 150   | 1980               | Hartford, Connecticut          |
| Desperados de Dallas                                                                                              | American Airlines Center | 2002–2008                      | 16 096   | 2001               | Dallas, Texas                  |
| Texans de Dallas (Arena)                                                                                          | Reunion Arena | 1995–1996                      | 17 001   | 1980               | Dallas, Texas                  |
| Vigilantes de Dallas                                                                                              | American Airlines Center | 2010–2011                      | 16 026   | 2001–2011          | Dallas, Texas                  |
| Dynamite de Denver                                                                                                | McNichols Sports Arena | 1987, 1989–1991                | 16 061   | 1975               | Denver, Colorado               |
| Fury de Détroit                                                                                                   | The Palace of Auburn Hills | 2001–2004                      | 20 184   | 1988               | Auburn Hills, Michigan         |
| Bobcats de la Floride (1996–2001) Hooters de Miami (1993–1995) Attack de Sacramento (1992)                        | BB & T Center (Sunrise) BankAtlantic Center (2005-2012) Office Depot Center (2002-2005) National Car Rental Center (1998-2002) Broward County Civic Arena (1998) | 1999–2001                      | 17 900   | 1998               | Sunrise, Floride               |
| Bobcats de la Floride (1996–2001) Hooters de Miami (1993–1995) Attack de Sacramento (1992)                        | West Palm Beach Auditorium | 1996–1998                      | 5 000    | 1965               | West Palm Beach, Floride       |
| Bobcats de la Floride (1996–2001) Hooters de Miami (1993–1995) Attack de Sacramento (1992)                        | Miami Arena | 1993–1995                      | 14 696   | 1988               | Miami, Floride                 |
| Bobcats de la Floride (1996–2001) Hooters de Miami (1993–1995) Attack de Sacramento (1992)                        | Sleep Train Arena ARCO Arena (1988–2011) Power Balance Pavilion (2011-2012)                                                                                      | 1992                           | 12 632   | 1988               | Sacramento, Californie         |
| Cavalry de Fort Worth                                                                                             | Fort Worth Convention Center | 1994                           | 11 200   | 1965               | Fort Worth, Texas              |
| Force de la Géorgie                                                                                               | Infinite Energy Arena Gwinnett Civic Center Arena (2003-04) The Arena At Gwinnett Center (2004-15)                                                               | 2003–2004, 2008, 2010–2012     | 11 500   | 2003               | Duluth, Géorgie                |
| Force de la Géorgie                                                                                               | State Farm Arena Philips Arena (1999-2018) | 2002, 2005–2007                | 18 545   | 1999               | Atlanta, Géorgie               |
| Rampage de Grand Rapids                                                                                           | Van Andel Arena | 1998–2008                      | 10 834   | 1996               | Grand Rapids, Michigan         |
| Thunderbears de Houston (1998–2001) Terror du Texas (1996–1997)                                                   | Lakewood Church Central Campus Compaq Center (1998-2003) The Summit (1975–1998)                                                                                  | 1996–2001                      | 15 256   | 1975               | Houston, Texas                 |
| Firebirds de l'Indiana (2001–2004) Firebirds d'Albany (1990–2000)                                                 | Bankers Life Fieldhouse Conseco Fieldhouse (1999-2011) | 2001–2004                      | 14 400   | 1999               | Indianapolis, Indiana          |
| Firebirds de l'Indiana (2001–2004) Firebirds d'Albany (1990–2000)                                                 | Times Union Center Knickerbocker Arena (1990-1997) Pepsi Arena (1997-2006)                                                                                       | 1990–2000                      | 13 256   | 1990               | Albany, New York               |
| Barnstormers de l'Iowa                                                                                            | Wells Fargo Arena | 2010–2014                      | 15 181   | 2005               | Des Moines, Iowa               |
| Sharks de Jacksonville                                                                                            | Jacksonville Veterans Memorial Arena | 2010–2016                      | 13 000   | 2003               | Jacksonville, Floride          |
| Command de Kansas City (2011–2012) Brigade de Kansas City (2006–2008)                                             | Sprint Center | 2008–2012                      | 17 752   | 2007               | Kansas City, Missouri          |
| Command de Kansas City (2011–2012) Brigade de Kansas City (2006–2008)                                             | Kemper Arena | 2006–2007                      | 17 642   | 1974               | Kansas City, Missouri          |
| Outlaws de Las Vegas                                                                                              | Thomas & Mack Center | 2015                           | 16 606   | 1983               | Paradise, Nevada               |
| Avengers de Los Angeles                                                                                           | Staples Center | 2000–2008                      | 16 096   | 1999               | Los Angeles, Californie        |
| Cobras de Los Angeles                                                                                             | Los Angeles Memorial Sports Arena | 1988                           | 14 546   | 1959               | Los Angeles, Californie        |
| Kiss de Los Angeles                                                                                               | Honda Center Anaheim Arena (1993) Arrowhead Pond of Anaheim (1993-2006)                                                                                          | 2014–2016                      | 17 174   | 1993               | Anaheim, Californie            |
| Marauders du Massachusetts (1994) Drive de Détroit (1988–1993)                                                    | DCU Center Centrum in Worcester (1982–1997) Worcester's Centrum Centre (1997–2004)                                                                               | 1994                           | 12 230   | 1982               | Worcester, Massachusetts       |
| Marauders du Massachusetts (1994) Drive de Détroit (1988–1993)                                                    | Joe Louis Arena | 1988–1993                      | 20 066   | 1979               | Detroit, Michigan              |
| Vise de Miami (1987 Playtest Game)                                                                                | N/A | 1987                           | N/A      | N/A                | N/A                            |
| Mustangs de Milwaukee                                                                                             | BMO Harris Bradley Center Bradley Center (1988–2012) | 1994–2001                      | 17 800   | 1988               | Milwaukee, Wisconsin           |
| Mustangs de Milwaukee (2011–2012) Iron de Milwaukee (2009–2010)                                                   | BMO Harris Bradley Center Bradley Center (1988–2012) | 2010–2012                      | 17 800   | 1988               | Milwaukee, Wisconsin           |
| Fighting Pike du Minnesota                                                                                        | Target Center | 1996                           | 17 500   | 1990               | Minneapolis, Minnesota         |
| Kats de Nashville                                                                                                 | Bridgestone Arena Sommet Center (2007-2010) Nashville Arena (1996–1999), (2007) Gaylord Entertainment Center (1999–2007)                                         | 1997–2001, 2005–2007           | 16 121   | 1996               | Nashville, Tennessee           |
| Steamrollers de la Nouvelle-Angleterre                                                                            | Dunkin' Donuts Center Providence Civic Center (1972-2001) | 1988                           | 11 500   | 1972               | Providence, Rhode Island       |
| Night de La Nouvelle-Orléans                                                                                      | Mercedes-Benz Superdome Louisiana Superdome (1975-2011) | 1991–1992                      | 55 675   | 1975               | La Nouvelle-Orléans, Louisiane |
| VooDoo de La Nouvelle-Orléans                                                                                     | Smoothie King Center New Orleans Arena (1999–2014) | 2004–2005, 2007–2008 2011–2015 | 16 377   | 1999               | La Nouvelle-Orléans, Louisiane |
| Dragons de New Yorks Iowa Barnstormers                                                                            | Nassau Veterans Memorial Coliseum | 2001–2008                      | 11 950   | 1972               | Uniondale, New York            |
| Dragons de New Yorks Iowa Barnstormers                                                                            | Community Choice Credit Union Convention Center Iowa Veterans Memorial Auditorium (1955-2012)                                                                    | 1995–2000                      | 11 411   | 1955               | Des Moines, Iowa               |
| Knights de New York                                                                                               | Madison Square Garden | 1988                           | 18 200   | 1968               | New York City, New York        |
| Yard Dawgz d'Oklahoma City                                                                                        | Cox Convention Center | 2010                           | 13 231   | 1972               | Oklahoma City, Oklahoma        |
| Wranglers de l'Oklahoma (2000–2001) Forest Dragons de Portland (1997–1999) Pharaohs de Memphis (1995–1996)        | Cox Convention Center | 2000–2001                      | 13 231   | UNK                | Oklahoma City, Oklahoma        |
| Wranglers de l'Oklahoma (2000–2001) Forest Dragons de Portland (1997–1999) Pharaohs de Memphis (1995–1996)        | Moda Center Rose Garden Arena (1995-2013) | 1997–1999                      | 17 544   | 1993               | Portland, Oregon               |
| Wranglers de l'Oklahoma (2000–2001) Forest Dragons de Portland (1997–1999) Pharaohs de Memphis (1995–1996)        | Pyramid Arena | 1995–1996                      | 21 000   | 1991               | Memphis, Tennessee             |
| Predators d'Orlando                                                                                               | Amway Center | 2011–2013, 2015–2016           | 17 200   | 2010               | Orlando, Floride               |
| Predators d'Orlando                                                                                               | CFE Arena | 2014                           | 9 465    | 2007               | Orlando, Floride               |
| Predators d'Orlando                                                                                               | Amway Arena The Arena in Orlando (2006) TD Waterhouse Centre (1999–2006) Orlando Arena (1989–1999)                                                               | 1991–2008                      | 15 924   | 1989               | Orlando, Floride               |
| Power de Pittsburgh                                                                                               | PPG Paints Arena Consol Energy Center (2010-2016) | 2011–2014                      | 18 000   | 2010               | Pittsburgh, Pennsylvania       |
| Steel de Portland Thunder de Portland                                                                             | Moda Center | 2014–2016                      | 20 636   | 1995               | Portland, Oregon               |
| Metros de Rockford (1986 Playtest Game)                                                                           | BMO Harris Bank Center Rockford Metro Centre | 1986                           | 10 000   | 1981               | Rockford, Illinois             |
| Force de San Antonio                                                                                              | HemisFair Arena | 1992                           | 10 146   | UNK                | San Antonio, Texas             |
| Talons de San Antonio Talons de Tulsa                                                                             | Alamodome | 2012–2014                      | 65 000   | 1993               | San Antonio, Texas             |
| Talons de San Antonio Talons de Tulsa                                                                             | BOK Center | 2010–2011                      | 16 582   | 2008               | Tulsa, Oklahoma                |
| Talons de San Antonio Talons de Tulsa                                                                             | Cox Business Center Tulsa Convention Center Tulsa Assembly Center                                                                                                | 2000–2009                      | 7 111    | 1964               | Tulsa, Oklahoma                |
| SaberCats de San José                                                                                             | SAP Center at San Jose HP Pavilion at San Jose (2002–2013) Compaq Center at San Jose (2001–2002) San Jose Arena (1993–2001)                                      | 1995–2015                      | 16 100   | 1993               | San José, Californie           |
| Shock de Spokane                                                                                                  | Spokane Veterans Memorial Arena | 2010–2015                      | 10 471   | 1995               | Spokane, Washington            |
| Stampede de St. Louis                                                                                             | Enterprise Center Kiel Center (1994-2000) Savvis Center (2000-2006) Scottrade Center (2006-2018)                                                                 | 1995–1996                      | 19 022   | 1994               | St. Louis, Missouri            |
| Storm de Tampa Bay Gladiators de Pittsburgh                                                                       | Amalie Arena Tampa Bay Times Forum (2011–2014) St. Pete Times Forum (2002–2011) Ice Palace (1996–2002)                                                           | 1997–2017                      | 19 200   | 1996               | Tampa, Floride                 |
| Storm de Tampa Bay Gladiators de Pittsburgh                                                                       | Tropicana Field Thunderdome (1993–1996) Florida Suncoast Dome (1990–1993)                                                                                        | 1991–1996                      | 43 500   | 1990               | St. Petersburg, Floride        |
| Storm de Tampa Bay Gladiators de Pittsburgh                                                                       | Civic Arena Pittsburgh Civic Arena (1961-1999) Mellon Arena (1999-2010)                                                                                          | 1987–1990                      | 15 924   | 1961               | Pittsburgh, Pennsylvania       |
| Phantoms de Toronto (2001–2002) Seawolves de la Nouvelle-Angleterre (1999–2000) CityHawks de New York (1997–1998) | Scotiabank Arena- Air Canada Centre (1999-2018) | 2001–2002                      | 18 819   | 1999               | Toronto, Ontario, Canada       |
| Phantoms de Toronto (2001–2002) Seawolves de la Nouvelle-Angleterre (1999–2000) CityHawks de New York (1997–1998) | XL Center Hartford Civic Center | 1999–2000                      | 15 635   | 1980               | Hartford, Connecticut          |
| Phantoms de Toronto (2001–2002) Seawolves de la Nouvelle-Angleterre (1999–2000) CityHawks de New York (1997–1998) | Madison Square Garden | 1997–1998                      | 18 200   | 1968               | New York City, New York        |
| Blaze de l'Utah                                                                                                   | Vivint Smart Home Arena Delta Center (1991 - 2006) Salt Lake Ice Center (JO hiver 2002) EnergySolutions Arena (2006-2015)                                        | 2006–2008, 2011–2013           | 14 000   | 1991               | Salt Lake City, Utah           |
| Blaze de l'Utah                                                                                                   | Maverik Center E Center (1997–2010) | 2010                           | 10 100   | 1997               | West Valley City, Utah         |
| Commandos de Washington (1987, 1990) Commandos du Maryland (1989)                                                 | Université George-Mason Patriot Center | 1990                           | 10 000   | 1958               | Fairfax, Virginie              |
| Commandos de Washington (1987, 1990) Commandos du Maryland (1989)                                                 | Capital Centre Capital Centre (1973-1993) USAir Arena (1993-1997) US Airways Arena (1997)                                                                        | 1987, 1989                     | 18 130   | 1973               | Landover, Maryland             |